# Rudnik Mramor
Rudnik Mramor je rudnik lignita u Mramoru kod Tuzle. Smješten je dijelu ležišta sjeverne krekanske sinklinale. Lignit je pliocenske starosti visoke kakvoće i kalorične moći. Ovo je najveći rudnik s podzemnom eksploatacijom. I uz rudarenje od pola stoljeća, pričuve i kapaciteti osiguravaju vađenje ugljena i zapošljavanje okolnog stanovništva sljedećih 45 godina. Ugljen se eksploatira iz ovog rudnika 1958. godine. Ugljen je u četirima slojevima: podinski, glavni, 2. krovni i 1. krovni sloj. 1. krovnoj sloju eksploatiranje je završeno 1998. godine. Postupno je pripreman i otvaran kao zamjenski kapacitet Glavni sloj, još uvijek u eksploataciji tad je bio 2. krovni sloj. 2. krovnom sloju završena je eksploatacija 2002. godine. Tad je zamjenski kapacitet Glavni sloj - revir "Dobrnja" preuzeo proizvodnju i radnu snagu a istovremeno se nastavilo pripremati i otvrati Glavni sloj - revir "Mariće" i revir "Mramor". Jama Glavni sloj ima tri revira: "Dobrnju", "Mramor" i "Mariće". S njima ta jama ima razgraničena eksploatacijska područja s 14,510.000 tona eksploatacijske pričuve. Proces rada je mehaniziran. Iznimka je faza dobivanja ugljena gdje se primjenjuje polumehanizirana komorno-stubna metoda sa zarušavanjem krovine, a ugljen se dobiva bušenjem i miniranjem. Isplativost eksploatacije tvori blizina s velikim potrošačima, postojanje opreme i sredstava za rad, odlične komunikacije, energetski resursi te dovoljno stručne radne snage.

## Vanjske poveznice
- Rudnici Kreka  Arhivirana inačica izvorne stranice od 18. listopada 2017. (Wayback Machine) Rudnik Bukinje - mapa